# DimaJazz
DimaJazz est un festival de jazz qui se déroule chaque année à Constantine en Algérie.

## Histoire et programmation
Né en 2003 à l'initiative de l'association musicale Limma et du batteur algérien Aziz Djemame, il se déroulait jusqu'en 2011 pendant cinq jours au mois de mai au théâtre régional de Constantine.
En 2011, la programmation est passée à sept jours et décalée à la troisième semaine de juin. Elle se déroule au Palais de la culture de Constantine et accueille un festival "off" et gratuit en plein air, ainsi que des master classes.
En 2014, le festival est annulé par manque de disponibilité de salles de concerts, puis finalement reporté au mois de septembre,.
Les courants musicaux du DimaJazz vont du jazz, du jazz-rock et du blues à la musique gnawa et autres musiques du monde.

## Affiche
Avec une affiche internationale, DimaJazz donne une large place aux musiciens de jazz algériens et africains.
Depuis 2003 se sont notamment produits au DimaJazz Fawzi Chekili, Mokhtar Samba, Fayçal Salhi, Ba Cissoko, Tony Allen, Karim Ziad, l'Orchestre national de Barbès, Aka Moon, Alain Caron, Steve Coleman, Nguyên Lê, Boney Fields, Trilok Gurtu, Magic Malik, Bernard Allison, Sixun, Philip Catherine, Maceo Parker, Jean-Jacques Elangué, L. Subramaniam, Tony Allen, Dhafer Youssef, Nguyên Lê, Keziah Jones, Didier Lockwood, Paco Sery, Jean-Marie Ecay, Omar Sosa, Lucky Peterson, Al Di Meola, Randy Brecker,Chucho Valdes, Aka moon.